# Koré Maïroua
Koré Maïroua (auch: Korémaïroua) ist eine Landgemeinde im Departement Tibiri in Niger.

## Geographie

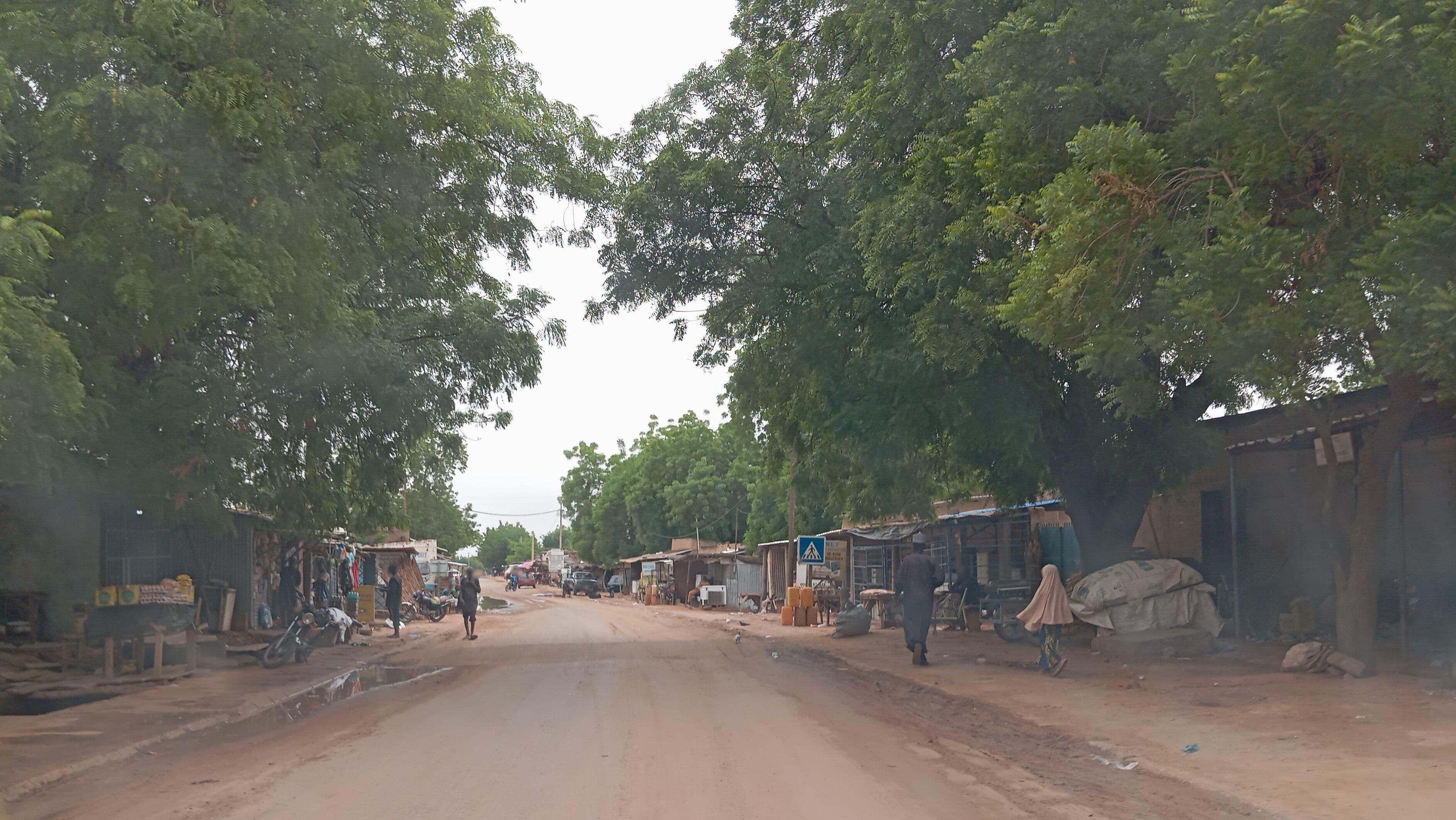
Verkaufsstände im Hauptort Koré Maïroua (2024)

Koré Maïroua liegt in der Großlandschaft Sudan und grenzt im Osten an den Nachbarstaat Nigeria. Die Nachbargemeinden in Niger sind Dogondoutchi im Norden, Kiéché im Nordosten, Tibiri im Süden und Tombokoirey II im Westen.
Bei den Siedlungen im Gemeindegebiet handelt es sich um 53 Dörfer, 111 Weiler und zwei Lager. Der Hauptort der Landgemeinde ist das Dorf Koré Maïroua.
Durch den Osten des Gemeindegebiets verläuft in Nord-Süd-Richtung das große, periodisch wasserführende Trockental Dallol Maouri.

## Geschichte
Die Landgemeinde Koré Maïroua ging 2002 im Zuge einer landesweiten Verwaltungsreform aus dem Kanton Tibiri hervor, dessen Territorium auf die Landgemeinden Tibiri, Douméga und Koré Maïroua aufgeteilt wurde. Seit 2011 gehört die Landgemeinde nicht mehr zum Departement Dogondoutchi, sondern zum neugeschaffenen Departement Tibiri. Im Hauptort gab es im Zeitraum von 2011 bis 2016 vier Dürrejahre. Bei Überschwemmungen im Jahr 2016 stürzten 48 Häuser im Hauptort ein.

## Bevölkerung
Bei der Volkszählung 2012 hatte die Landgemeinde 54.251 Einwohner, die in 7000 Haushalten lebten. Bei der Volkszählung 2001 betrug die Einwohnerzahl 42.592 in 5395 Haushalten.
Im Hauptort lebten bei der Volkszählung 2012 7388 Einwohner in 975 Haushalten, bei der Volkszählung 2001 5541 in 701 Haushalten und bei der Volkszählung 1988 4726 in 633 Haushalten.
In ethnischer Hinsicht ist die Gemeinde ein Siedlungsgebiet von Arawa, Gobirawa und Goubawa. Neben Angehörigen des islamischen Glaubens gibt es eine christliche Minderheit, die vor allem in den Dörfern Dadin Kowa, Golo und Koré Maïroua lebt.

## Politik
Der Gemeinderat (conseil municipal) hat 16 gewählte Mitglieder. Mit den Kommunalwahlen 2020 sind die Sitze im Gemeinderat wie folgt verteilt: 6 PNDS-Tarayya, 4 MNSD-Nassara, 4 MPN-Kiishin Kassa, 1 CDS-Rahama und 1 MPR-Jamhuriya.
Jeweils ein traditioneller Ortsvorsteher (chef traditionnel) steht an der Spitze von 45 Dörfern in der Gemeinde.

## Wirtschaft und Infrastruktur

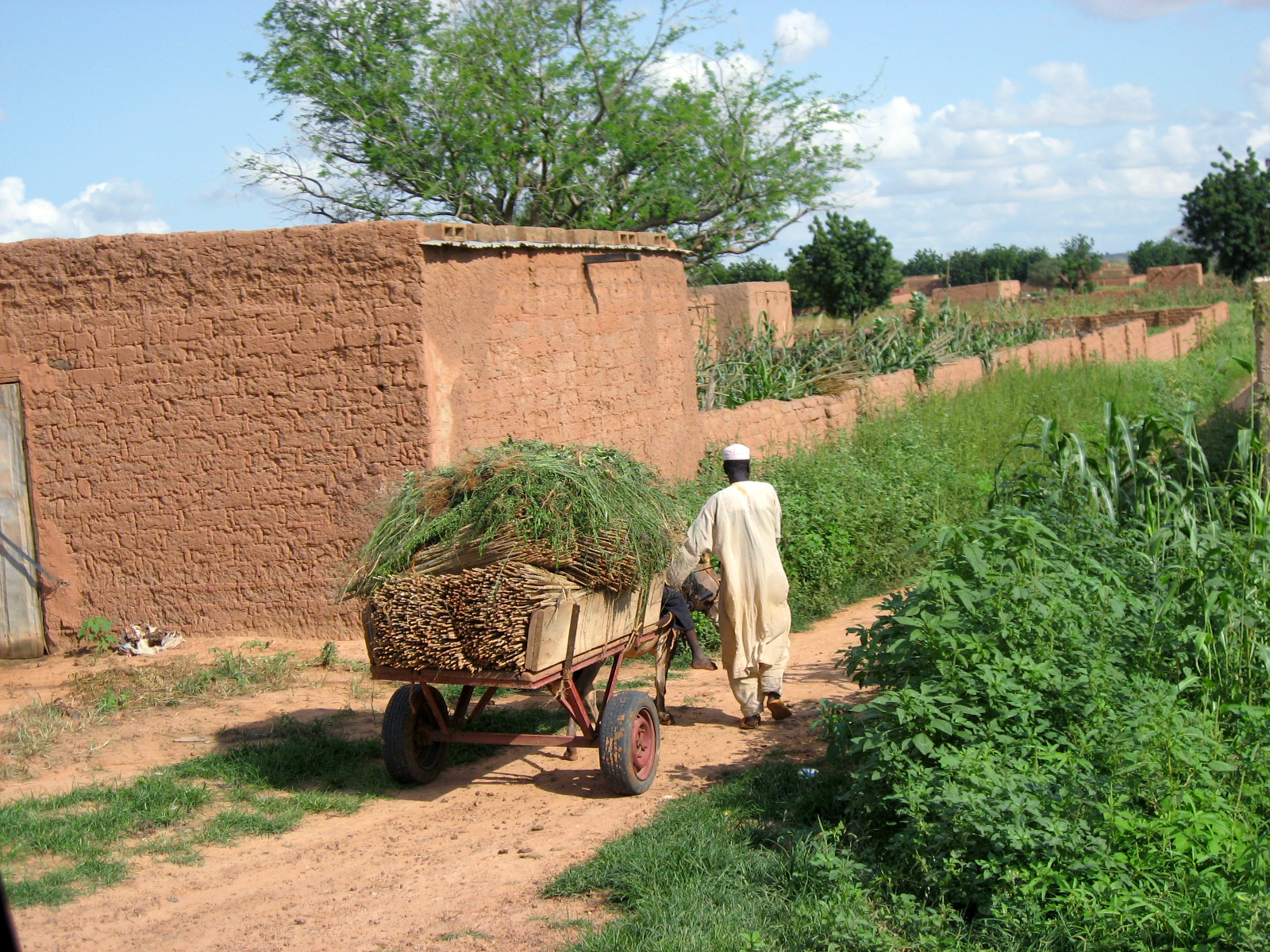
Hirseernte in Koré Maïroua (2007)

In allen Dörfern im Gemeindegebiet werden Hirse, Augenbohnen, Sorghum und Erdnüsse angebaut, beim Dorf Zéla außerdem Zuckerrohr. Die Viehzucht umfasst Rinder, Schafe, Ziegen, Kamele, Pferde und Esel. Sie ist zunehmend durch mangelndes Weideland eingeschränkt. Die drei wichtigsten Wochenmärkte befinden sich in den Dörfern Koré Maïroua, Boureimi und Zéla. Das staatliche Versorgungszentrum für landwirtschaftliche Betriebsmittel und Materialien (CAIMA) unterhält eine Verkaufsstelle im Hauptort. Mit dem Nachbarland Nigeria wird grenzüberschreitender informeller Handel betrieben. Im Hauptort wird eine Niederschlagsmessstation betrieben.
Gesundheitszentren des Typs Centre de Santé Intégré (CSI) sind im Hauptort und in der Siedlung Maïkalgo vorhanden. Der CEG Koré Maïroua und der CEG Maïkalgo sind allgemein bildende Schulen der Sekundarstufe des Typs Collège d’Enseignement Général (CEG). Das Berufsausbildungszentrum Centre de Formation aux Métiers de Koré Maïroua (CFM Koré Maïroua) bietet Lehrgänge in Metallbau, Bauelektrik, Tischlerei und Schneiderei an. Die Einschulungsrate in der Landgemeinde beträgt 59,6 %, bei Jungen 70,1 % und bei Mädchen 49,2 %.

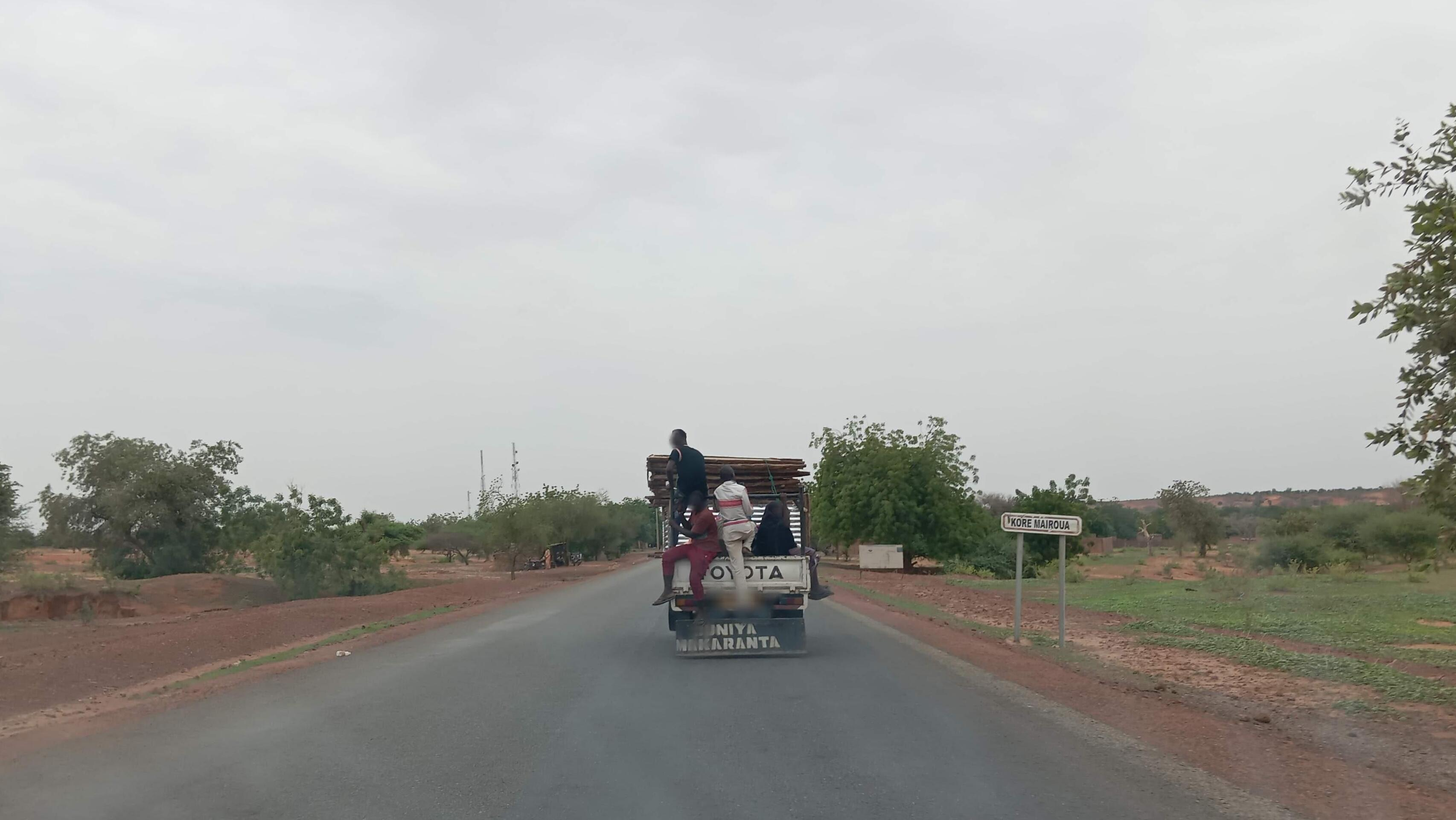
Ortstafel von Koré Maïroua an der Nationalstraße 1 (2024)

Durch die Gemeinde führt die Nationalstraße 1 zwischen Mali und Tschad, die längste Fernstraße Nigers. Von der Nationalstraße 1 zweigen im Hauptort die Nationalstraße 3 nach Bolbol Goumandey sowie im Dorf Boureïmi die Nationalstraße 2 nach Mafouta und die Route 368 nach Baro Koira ab. Von Nationalstraße 3 wiederum zweigt noch im Hauptort die Landstraße RR3-009 nach Toumbo Bouya ab.